# A Midsummer Night's Dream (Balanchine)
Pour l’article homonyme, voir Le Songe d'une nuit d'été (homonymie).

A Midsummer Night's Dream est un ballet en deux actes chorégraphié par George Balanchine pour le New York City Ballet sur une musique de scène de Felix Mendelssohn qui lui a été suggérée par une comédie de William Shakespeare intitulée Le Songe d'une nuit d'été (A Midsummer Night's Dream) et écrite entre 1594 et 1595.

## Historique
Le songe d'une nuit d'été apparaît comme le pendant estival de Balanchine à son Casse-Noisette de Noël.
Une distribution musicale pour orchestre, chœur et orchestre trop dispendieuse, douze numéros dee musique de scène trop courts pour un spectacle de dimensions normales ont longtemps fait hésiter le chorégraphe à transformer le sujet de cette comédie en ballet. Balanchine attend l'âge de 58 ans pour réaliser son Songe d'une nuit d'été, le rêve de toute sa vie.
Le rideau se lève le 17 janvier 1962 au New York City Center for Music and Drama sur un ballet en deux actes et six tableaux avec Edward Villella dans le rôle d'Oberon et Melissa Hayden dans celui de Titiana. Arthur Mitchell interprète Puck. Le ballet fait en outre appel à un grand corps de ballet d'enfants. Balanchine a complété la musique de Felix Mendelssohn par les ouvertures d'Athalie, de La Belle Mélusine, du Retour de l'étranger, de la Première nuit de Walpurgis et par la Symphonie pour cordes no  9 du compositeur. Le ballet rencontre un succès phénoménal. À tel point qu'il est inscrit au répertoire du New York City Ballet avant d'être repris par de nombreuses troupes à travers le monde, d'abord à Zurich en 1969 puis à la Scala en 2003 et, plus récemment, en 2007, avec Roberto Bolle et la merveilleuse Alessandra Ferri. A Midsummer Night's Dream ouvre également la première saison du New York City Ballet au New York State Theater en avril 1964.
Avant Balanchine, la musique de Felix Mendelssohn a déjà inspiré un ballet à Marius Petipa en 1876 et un autre à Mikhaïl Fokine en 1906. Mais la réalisation de Balanchine fait l'effet d'une véritable rupture. Depuis sa création, ce ballet s'est maintenu au plus haut niveau aux côtés du Roméo et Juliette composé par Sergueï Prokofiev et au « premier rang de toutes les adaptations de Shakespeare pour le ballet ». Il rivalise avec les versions de Frederick Ashton (Royal Ballet, 1964), Heinz Spoerli (Bâle, 1975) et John Neumeier (Hambourg, 1977).

## Personnages

### Première mondiale
| Personnages                    | Première, 17 janvier 1962 |
| ------------------------------ | ------------------------- |
| Titania                        | Melissa Hayden            |
| Oberon                         | Edouard Villella          |
| Puck                           | Arthur Mitchell           |
| Thésée                         | Francisco Moncion         |
| Hermia                         | Patricia McBride          |
| Lysander - Bien-aimé de Hermia | Nicholas Magallanes       |

### Reprises 2009 duNew York City Ballet
16 juin 2009
| Personnages                  | Interprètes                 |
| ---------------------------- | --------------------------- |
| Titania                      | Darci Kistler               |
| Obéron                       | Joaquin De Luz              |
| Puck                         | Daniel Ulbricht             |
| Hippolyta                    | Teresa Reichlen             |
| Thésée                       | Ask la Cour                 |
| Le Cavalier de Titania       | Charles Askegard            |
| Helena                       | Rebecca Krohn               |
| Demetrius                    | Amar Ramasar                |
| Hermia                       | Jennie Somogyi              |
| Lysander                     | Jonathan Stafford           |
| Un papillon                  | Erica Pereira               |
| Bottom                       | Henry Seth                  |
| Divertissement (Pas de deux) | Jenifer Ringer, Philip Neal |

17 juin 2009
| Personnages                  | Interprètes                        |
| ---------------------------- | ---------------------------------- |
| Titania                      | Maria Kowroski                     |
| Obéron                       | Antonio Carmena                    |
| Puck                         | Adam Hendrickson                   |
| Hippolyta                    | Ana Sophia Scheller                |
| Thésée                       | Henry Seth                         |
| Le Cavalier de Titania       | Jason Fowler                       |
| Helena                       | Faye Arthurs                       |
| Demetrius                    | Arch Higgins                       |
| Hermia                       | Abi Stafford                       |
| Lysander                     | Andrew Veyette                     |
| Un papillon                  | Alina Dronova                      |
| Bottom                       | Adrian Danchig-Waring              |
| Divertissement (Pas de deux) | Yvonne Borree, Sébastien Marcovici |

18 juin 2009
| Personnages                  | Interprètes                 |
| ---------------------------- | --------------------------- |
| Titania                      | Teresa Reichlen             |
| Obéron                       | Andrew Veyette              |
| Puck                         | Sean Suozzi                 |
| Hippolyta                    | Savannah Lowery             |
| Thésée                       | Jason Fowler                |
| Le Cavalier de Titania       | Justin Peck                 |
| Helena                       | Dena Abergel                |
| Demetrius                    | Ask la Cour                 |
| Hermia                       | Sterling Hyltin             |
| Lysander                     | Robert Fairchild            |
| Un papillon                  | Brittany Pollack            |
| Bottom                       | Henry Seth                  |
| Divertissement (Pas de deux) | Jenifer Ringer, Jared Angle |

20 juin 2009
| Personnages                  | Interprètes               |
| ---------------------------- | ------------------------- |
| Titania                      | Teresa Reichlen           |
| Obéron                       | Gonzalo García            |
| Puck                         | Troy Schumacher           |
| Hippolyta                    | Savannah Lowery           |
| Thésée                       | Jason Fowler              |
| Le Cavalier de Titania       | Justin Peck               |
| Helena                       | Dena Abergel              |
| Demetrius                    | Ask la Cour               |
| Hermia                       | Sterling Hyltin           |
| Lysander                     | Robert Fairchild          |
| Un papillon                  | Brittany Pollack          |
| Bottom                       | Henry Seth                |
| Divertissement (Pas de deux) | Janie Taylor, Tyler Angle |

21 juin 2009
| Personnages                  | Interprètes                 |
| ---------------------------- | --------------------------- |
| Titania                      | Teresa Reichlen             |
| Obéron                       | Andrew Veyette              |
| Puck                         | Troy Schumacher             |
| Hippolyta                    | Savannah Lowery             |
| Thésée                       | Jason Fowler                |
| Le Cavalier de Titania       | Justin Peck                 |
| Helena                       | Dena Abergel                |
| Demetrius                    | Ask la Cour                 |
| Hermia                       | Sterling Hyltin             |
| Lysander                     | Robert Fairchild            |
| Un papillon                  | Brittany Pollack            |
| Bottom                       | Henry Seth                  |
| Divertissement (Pas de deux) | Jenifer Ringer, Jared Angle |

#### Reprises 2007 àla Scala
Février 2007
| Personnages                  | Interprètes              |
| ---------------------------- | ------------------------ |
| Titania                      | Alessandra Ferri         |
| Obéron                       | Roberto Bolle            |
| Puck                         | Riccardo Massimi         |
| Hippolyta                    | Sabrina Brazzo           |
| Thésée                       | Matteo Buongiorno        |
| Le Cavalier de Titania       | Massimo Murru            |
| Helena                       | Gilda Gelatti            |
| Demetrius                    | Vittorio D'Amato         |
| Hermia                       | Deborah Gismondi         |
| Lysander                     | Gianni Ghisleni          |
| Un papillon                  | Sophie Sarrote           |
| Bottom                       | Camillo di Pompo         |
| Divertissement (Pas de deux) | Marta Romagna, Mick Zeni |

Soprano : Irina Kapanadze; Mezzo-soprano : Ketevan Kemoklidze
Cette distribution a fait l'objet d'une captation vidéo, disponible en DVD.

## Argument
Balanchine a su apporter une richesse au vocabulaire de la danse qu'il fusionne en douceur avec la pantomime. Sans jamais quitter le registre de la danse académique, il prête à chaque rôle un profil individualisé : ici le classicisme de la haute noblesse de Saint Petersbourg avec Titania et Obéron, là la simplicité des scènes d'artisans avec le savant mélange des deux dans le pas de deux de Titania avec Bottom transformé en âne.
Le premier acte expose l'intrigue qui se noue autour de Titania et d'Obéron dans leur crise de jalousie. Puck est chargé de trouver la fleur magique dont le suc, instillé dans les yeux rend l'utilisateur amoureux de la première personne rencontrée. Le lutin provoque ainsi un véritable imbroglio parmi les amoureux de la forêt d'Athènes. Titania elle-même plonge dans un rêve. À son réveil, elle tombe amoureuse de Bottom qui se promène affublé d'une tête d'âne par la volonté du facétieux Puck. Il faudra l'intervention du couple princier d'Athènes pour mettre fin aux escapades nocturnes des amants frustrés. Tous les participants sont invités au château pour les noces du lendemain.
Le deuxième acte s'ouvre sur le divertissement exubérant des célébrations nuptiales. Titania et Obéron mettent fin à leur querelle d'amoureux. La dernière intervention appartient à Puck qui, armé d'un balai, débarrasse la scène des restes de la nuit. Scène qui apparaît comme le Songe d'une nuit d'été, œuvre d'un écrivain anglais, évoquée en musique par un compositeur allemand et transposée en danse par un chorégraphe russo-américain.

## Programme
Acte I
Ouverture Op.21 (1827) & ouverture de la musique de scène Op 61 (1843) : Le songe d'une nuit d'été
Chez Titania :  ouverture, Athalie, musique de scène; Op. 74 (1845)
Le Royaume d'Obéron : no 1 Scherzo Le songe d'une nuit d'été, Op. 61
Le tour du monde : no  6 Le songe d'une nuit d'été, Op. 61
Les amants : La Belle Mélusine, Ouverture Op. 32 (1834)
La chanson des elfes : no 2 "Marche des fées" et n°3 Lied avec choeur: "Choeur des elfes" , Le songe d'une nuit d'été Op. 61
Hermia : no  5 Intermezzo, Le songe d'une nuit d'été, Op. 61
Apparition de artisans : no  5  Intermezzo, Le songe d'une nuit d'été, Op. 61
Puck et Bottom : no  6, Le songe d'une nuit d'été, Op. 61
Bottom et Titania : no  7 Nocturne, Le songe d'une nuit d'été, Op. 61
Dans la forêt : ouverture et no 1, Première nuit de Walpurgis, cantate Op. 60 (1833)
Acte II
A la cour de Thésée : no  9 Marche nuptiale et no  10,  Le songe d'une nuit d'été, Op. 61
Divertissement :   I, Allegro, Symphonie pour cordes no  9 (1821-1823)
Divertissement : Pas de deux : II , Andante, Symphonie pour cordes no  9.
Finale : Retour de l'étranger, ouverture du Singspiele, Op. 89 (1829)
Epilogue :  Finale, Le songe d'une nuit d'été, Op. 61

## Autres versions
- Michel Fokine remonte le ballet de Petipa pour les élèves du Théâtre impérial de Saint-Pétersbourg
- Frederick Ashton (The Dream) pour le Royal Ballet
- Christopher Wheeldon
- Bruce Wells pour le Boston Ballet
- Ib Andersen pour le Ballet Arizona
- David Nixon pour le Ballet Met Columbus
- John Neumeier pour le Ballet de Hambourg (version représentée à l'Opéra de Paris en 1982)
- François Klaus pour le Queensland Ballet
- Pierre Lacotte revisite le ballet originel pour l'Opéra de Paris en 1985